# Procris reticulatovenosa
Procris reticulatovenosa är en nässelväxtart som först beskrevs av Hallier f., och fick sitt nu gällande namn av H. Schröter. Procris reticulatovenosa ingår i släktet Procris och familjen nässelväxter. Inga underarter finns listade i Catalogue of Life.